# Hanna Plotizyna
Hanna Oleksandriwna Plotizyna (ukrainisch Ганна Олександрівна Плотіцина; englisch Hanna Plotitsyna; * 1. Januar 1987 in Sumy, Ukrainische SSR, Sowjetunion) ist eine ukrainische Hürdenläuferin, die sich auf die 100-Meter-Distanz spezialisiert hat.

## Sportliche Laufbahn
Erste internationale Erfahrungen sammelte Hanna Plotizyna im Jahr 2006, als sie bei den Juniorenweltmeisterschaften in Peking im 100-Meter-Hürdenlauf mit 13,91 s im Halbfinale ausschied und mit der ukrainischen 4-mal-400-Meter-Staffel in 3:36,97 min den siebten Platz belegte. Im Jahr darauf schied sie bei den U23-Europameisterschaften in Debrecen im 100-Meter-Lauf mit 12,14 s in der ersten Runde aus und gewann mit der Staffel in 3:33,90 min die Bronzemedaille hinter den Teams aus Russland und Frankreich. Nach mehreren erfolgloseren Jahren nahm sie 2013 an den Halleneuropameisterschaften in Göteborg teil und schied dort im 60-Meter-Hürdenlauf mit 8,16 s im Halbfinale aus. Anschließend nahm sie an der Sommer-Universiade in Kasan teil und belegte dort in 13,04 s den vierten Platz, ehe sie bei den Weltmeisterschaften in Moskau mit 13,30 s in der Vorrunde scheiterte. 2014 schied sie bei den Hallenweltmeisterschaften in Sopot mit 8,15 s in der ersten Runde aus. 
2015 belegte sie bei den Halleneuropameisterschaften in Prag in 8,10 s den achten Platz über 60 m Hürden und bei den Weltmeisterschaften in Peking schied sie mit 13,15 s bereits in der Vorrunde aus. Anschließend wurde sie bei den Militärweltspielen im südkoreanischen Mungyeong in 13,41 s Vierte im Hürdensprint und auch mit der 4-mal-100-Meter-Staffel belegte sie in 45,16 s Rang vier. Im Jahr darauf schied sie bei den Hallenweltmeisterschaften in Portland mit 8,09 s im Vorlauf aus und kam bei den Europameisterschaften in Amsterdam bis ins Halbfinale, in dem sie mit 13,02 s ausschied. Zudem qualifizierte sie sich für die Teilnahme an den Olympischen Spielen in Rio de Janeiro, bei denen sie mit 13,12 s in der  ersten Runde scheiterte. Bei den Leichtathletik-Halleneuropameisterschaften 2017 in Belgrad verpasste sie in 7,96 s als Vierte knapp eine Medaille und im Sommer schied sie bei den Weltmeisterschaften in London über die Hürden mit 13,08 s im Halbfinale aus und verpasste mit der 4-mal-100-Meter-Staffel mit 43,77 s den Finaleinzug. 2018 schied sie bei den Hallenweltmeisterschaften in Birmingham mit 8,09 s im Halbfinale aus und bei den Europameisterschaften in Berlin im August scheiterte sie mit 13,23 s über die Hürden sowie mit 43,90 s mit der Staffel jeweils in der Vorrunde. 
2019 schied sie bei den Halleneuropameisterschaften in Glasgow mit 8,11 s im Halbfinale aus und anschließend verpasste sie bei den World Relays in Yokohama mit 44,55 s den Finaleinzug. Anschließend gewann sie bei den Europaspielen in Minsk in 13,11 s die Silbermedaille hinter der Belarussin Elwira Herman und im Herbst scheiterte sie bei den Weltmeisterschaften in Doha mit 13,30 s im Vorlauf. Anschließend gewann sie bei den Militärweltspielen in Wuhan in 13,40 s die Silbermedaille hinter der Belarussin Kazjaryna Paplauskaja und belegte mit der Staffel in 44,64 s den vierten Platz. 2020 siegte sie bei den Balkan-Meisterschaften in Cluj-Napoca in 13,21 s. 2021 gewann sie bei den Balkan-Hallenmeisterschaften in Istanbul in 8,19 s die Silbermedaille über 60 m Hürden und schied anschließend bei den Halleneuropameisterschaften in Toruń mit 8,22 s in der ersten Runde aus. Im Jahr darauf war sie eine der wenigen Starterinnen aus der Ukraine bei den Hallenweltmeisterschaften in Belgrad und schied dort mit 8,22 s im Halbfinale aus. Im August kam sie bei den Europameisterschaften in München mit 13,66 s nicht über den Vorlauf hinaus und 2023 schied sie bei den Halleneuropameisterschaften in Istanbul mit 8,26 s in der ersten Runde über 60 m Hürden aus. Im Juni wurde sie bei der 2. Liga der Team-Europameisterschaft im Rahmen der Europaspiele in Chorzów in 13,18 s Fünfte, ehe sie bei den Balkan-Meisterschaften in Kraljevo in 13,11 s auf Rang vier gelangte. Im Jahr darauf belegte sie bei den Balkan-Hallenmeisterschaften in Istanbul in 8,18 s ebenfalls den vierten Platz über 60 m Hürden und anschließend schied sie bei den Hallenweltmeisterschaften in Glasgow mit 8,22 s in der ersten Runde aus. Ende Mai gelangte sie bei den Balkan-Meisterschaften in Izmir mit 13,34 s auf den sechsten Platz. Kurz darauf schied sie bei den Europameisterschaften in Rom mit 13,35 s in der ersten Runde aus. 2025 belegte sie bei den Balkan-Hallenmeisterschaften in Belgrad in 8,21 s den vierten Platz über 60 m Hürden, ehe sie bei den Halleneuropameisterschaften in Apeldoorn mit 8,24 s nicht über den Vorlauf hinauskam, wie auch bei den Hallenweltmeisterschaften in Nanjing mit 8,26 s.
In den Jahren von 2013 bis 2020 sowie 2022 und 2023 wurde Plotizyna ukrainische Meisterin im 100-Meter-Hürdenlauf und 2017 siegte sie auch über 100 Meter. Zudem wurde sie 2009 und zwischen 2012 und 2021 und 2025 Hallenmeisterin über 60 m Hürden.

## Persönliche Bestzeiten
- 100 Meter: 11,63 s (+0,3 m/s), 6. Juli 2017 in Kropywnyzkyj
  - 60 Meter (Halle): 7,47 s, 9. Januar 2017 in Kiew
- 100 m Hürden: 12,89 s (+0,9 m/s), 5. Juli 2017 in Kropywnyzkyj
  - 60 m Hürden (Halle): 7,92 s, 3. März 2017 in Belgrad